# Economidichthys
Economidichthys is een monotypisch geslacht van straalvinnige vissen uit de familie van de grondels (Gobiidae).

## Soort
- Economidichthys pygmaeus (Holly, 1929)